# Облога Йорктауна
Облога Йорктауна (англ. Siege of Yorktown) — вирішальна перемога об'єднаних сил американської Континентальної армії на чолі з генералом Джорджем Вашингтоном за підтримки маркіза де Лафайєта та військ французької армії на чолі з графом де Рошамбо та французьких військово-морських сил під командуванням графа де Грасса над британською армією під командуванням генерал-лейтенанта Чарльза Корнуолліса.
Облога Йорктауна стала останньою великою битвою на суходолі американської війни за незалежність, яка завершилася капітуляцією генерала Корнуолліса та здачею його та його армії в полон. Перемога Континентальної армії під Йорктауном спонукала британський уряд до переговорів про припинення конфлікту.

## Історія
Облога Йорктауна тривала з 28 вересня до 19 жовтня 1781 року і стала вирішальною битвою, яка фактично поклала край великим бойовим діям в американській війні за незалежність. Генерал Джордж Вашингтон, який очолював об'єднані сили військ американської Континентальної армії та французьких союзників, взяв в облогу місто Йорктаун, де оборонялися британці.
Британським гарнізоном командував генерал Чарльз Корнуолліс, який утримував оборонну позицію, сподіваючись на поповнення запасів або підкріплення з боку британського флоту, але французький флот під командуванням адмірала де Грасса успішно заблокував Чесапікську затоку, перемігші Королівський флот у Чесапікській битві, і відрізавши війська Корнуолліса від будь-якої можливості підтримки з моря. Союзні війська побудували облогові лінії і почали бомбардувати британські позиції, через що Корнуоллісу стало дедалі важче утримуватися. Американські та французькі війська методично наближалися до британської оборонної лінії, одночасно їхня артилерія поступово послаблювала здатність британців чинити опір.
14 жовтня Вашингтон наказав атакувати два ключові британські редути, які було успішно захоплено, що дало змогу союзникам розташувати свою артилерію ще ближче до британських позицій. зіштовхнувшись з нестерпною ситуацією, Корнуолліс зробив невдалу спробу прориву і зрештою був змушений домагатися умов капітуляції.
19 жовтня 1781 року британські війська офіційно капітулювали, фактично поклавши край своїй військовій діяльності в Північній Америці. Перемога при Йорктауні мала далекосяжні наслідки; це зламало рішучість Великої Британії продовжувати війну на континенті і призвело до початку мирних переговорів. Паризький договір було підписано 1783 року, за яким Королівство Великої Британії офіційно визнавало Сполучені Штати Америки як незалежну державу.